# Вінницький обласний академічний український музично-драматичний театр імені Миколи Садовського
Вінницький обласний академічний український музично-драматичний театр імені М. К. Садовського — заклад мистецтв, що належить територіальним громадам Вінницької області та перебуває в управлінні Вінницької обласної ради.
Власне приміщення театру розташоване в центрі міста за адресою: вулиця Театральна, 13 і має зал на 700 місць.
З 1986 по 2016 рр. головним режисером, а потім художнім керівником театру був народний артист України Віталій Селезньов. У стінах театру розвинули творчий хист народні артисти України Анатолій Овчаренко, Нестор Кондратюк, Лідія Бєлозьорова, Валерій Прусс, Таїсія Славінська, Клавдія Барил, Валерія Сироватко, Микола Сардаковський, Анатолій Вольський; заслужені артисти України Жанна Андрусишена, Наталія Шолом, Надія Кривцун, Діана Калакай, Любов Остапчук, Микола Чуча, Анатолій Книшук, Валентина Хрещенюк, Надія Колесниченко, Людмила Мамикіна, Володимир Постніков, Марія Скрипник, які складають творче ядро колективу.
28 жовтня 2004 року театр отримав статус академічного.
4 липня 2016 року головним режисером театру обрано народну артистку України Таїсу Славінську.
12 травня 2023 року директором театру призначено заслуженого журналіста України Івана Педорука.

## Історія
На початок двадцятого сторіччя Вінниця відчула, що для повної відповідності поняттю про європейське місто їй не вистачає опери. Добробут місцевої еліти вимагав компліментів, і лише театр з його романтичною атмосферою міг задовольнити бажання світських утіх. Ймовірно, питання організації суспільного дозвілля обговорювалося і в офіційних кабінетах міської думи. Її голова Микола Оводов теж розділяв думку про необхідність театру для міста, та й визнаний вже архітектор Григорій Артинов був готовий подарувати місту чергову новобудову, якою було призначено перемогти час.
Із коштами також затримки не було. Місцева буржуазія вже могла їх пожертвувати на власні розваги. Час зберіг імена декількох вінницьких підприємців, хто узявся за зведення приміщення театру. 30 січня 1910 року купець Л.Зискінд повідомляв Вінницьку міську управу «Маю честь заявити, що на виконання переданого мені підряду зі споруди міського театру, я приймаю компаньйона М.Неєра на рівних зі мною правах і обов'язках».

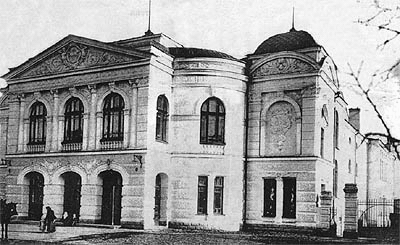
Старе приміщення театру у Вінниці

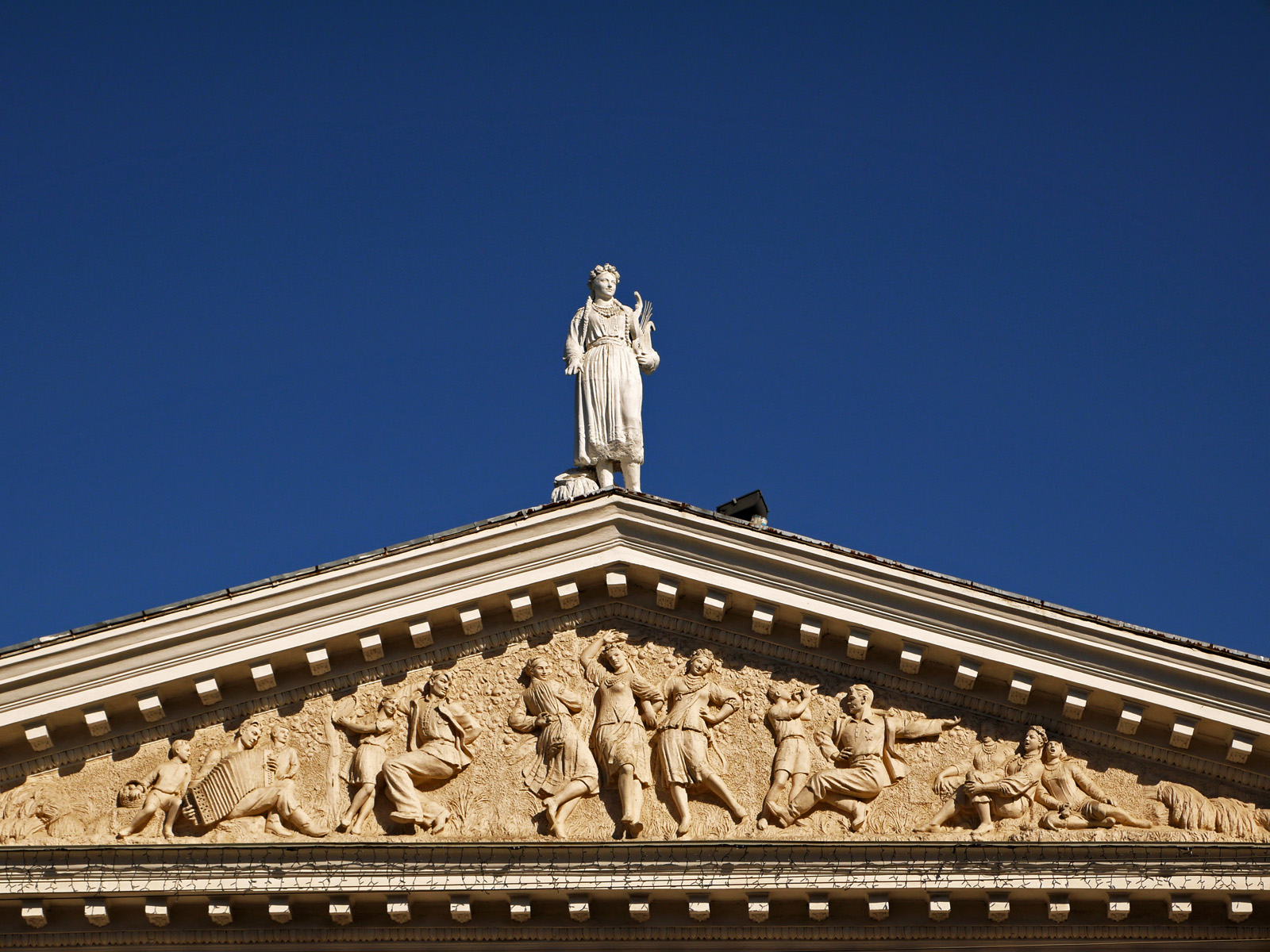
Фронтон

Виготовленням декорацій зайнялося одеське ательє М.Басовского, що брав участь в оформленні Александрійського імператорського театру. Меблі поставив магазин Г.Зайденверга, технічне і електротехнічне оснащення — контора И.Ройзенбурта. Будівля була побудована і оснащена за 11 місяців.
«Камерний театр вартості 160 тисяч. Електричне освітлення, розкішні декорації, всілякі пристосування і світлові ефекти. Окреме фоє, два буфети, вестибюль, каса, контора. Три завіси: розсувна (суконна), з клапаном і рекламна. Десять окремих убиралень для артистів з дзеркалами і умивальниками.
Театр вміщає до 1000 місць. Здається під всілякі гастрольні спектаклі зі всіма витратами: освітлення, опалювання, декорації, вісім гарнітурів меблів, реквізит, костюмерна, необхідна бутафорія. Службовці: робочі на сцені з досвідченим машиністом, сторож і розсильний, капельдинери, контролер, касирка», — так описував в 1910 році театр літературно-художній календар-довідник «Вся Вінниця».
Судячи з інших архівних документів, в новозведеному осередку Мельпомени життя било ключем. Відомо, що в квітні 1912 р. орендарем театру була Р. Д. Леонтовська, яка зобов'язувалася платити міській управі за оренду театру 600 рублів в місяць і 25 — за кожен спектакль. Вартість вхідного квитка становила від 17 копійок до 7 рублів.
До 1917 року на сцені театру виступали виключно заїжджі актори. Стаціонарний театр був створений лише в 1920 році Гнатом Юрою. Разом з ним тут починали свій творчий шлях такі видатні майстри, як Амвросій Бучма, Олексій Ватуля, Володимир Сокирко, Феодосія Барвінська. Працював тут і молодий Юрій Смолич, який пізніше описав цей період становлення театрального колективу в повісті «Театр невідомого актора».
Вважається, що саме ця група акторів склала скелет майбутнього колективу Київського національного академічного драматичного театру ім. І.Франко, оскільки в 1923 році трупа Юри переїздить до Харкова, а потім до Києва.
Але вінницька сцена продовжувала вабити світлом рампи і глядача, і акторів. Вона пам'ятає виступи театру «Березіль», імені М.Заньковецкої, Московського театру драми під керівництвом Всеволода Мейєрхольда. Також приїжджали на гастролі до Вінниці видатні служителі Мельпомени: Наталія Ужвій, Юрій Шумський, Ігор Ільїнський, Михайло Царьов, Ваграм Папазян, Зоя Гайдай, Леонід Собінов. У 1924 і 1926 роках зі сцени театру виступав Володимир Маяковський.
Але, всупереч гучним іменам заїжджих акторів, Вінниця бажала мати власну театральну трупу. 1933 року вона народилася як творчий колектив. Газета «Більшовицька правда» 16 жовтня 1933 року писала: «Завтра головний диригент т. Яновський змахне паличкою і увертюра з „Аїди“ зазвучить в стінах вінницького театру. Почнеться художня служба оперного колективу, який має стати провідником музичної культури в трудящі маси». 17 жовтня 1933 року вважається початком першого сезону Вінницького обласного театру опери і балету. Його художнім керівником став учень Миколи Садовського, відомий актор і режисер Семен Бутовський.
Окрім вже згаданої опери «Аїда», в репертуар театру входили постановки «Фауста», «Євгенія Онегіна», «Пікової дами», «Тихого Дону», «Піднятої цілини».
1940 року ухвалою Раднаркому України Вінницький театр опери і балету реорганізовано в український обласний музично-драматичний театр. В цей час на його сцені з'явилися спектаклі «Запорожець за Дунаєм» (комічна опера, що живе і сьогодні), «Енеїда», «Наталка Полтавка», «В степах України», «Маруся Богуславка», «Сватання на Гончарівці».
Під час Німецько-радянської війни театр не припиняв свою роботу. Окрім названих п'єс на його сцені ставилася українська і світова класика:, «Ой не ходи, Грицю, та й на вечорниці», «фонтан Бахчисараю», «Катерина», «Циганка Аза», «Маруся Богуславка», «Хмара», «Назар Стодоля» « Євгеній Онегін», «Дон Кихот», «Кармен», «Ріголетто», «Дай серцю волю». При театрі працювала балетна студія. Ставилися великі концерти. Художником театру у ці та повоєнні роки був знаний у Вінниці архітектор Л. Черленіовський
11 грудня 1941 після прем'єри «Циганки Ази» газета «Вінницькі вісті», інформуючи про досягнення акторів театру, констатувала «розвиток мистецтва національного, мистецтва, що відтворює душу народу…»
Після великої пожежі 1944 року театру була необхідна серйозна реставрація. Керував роботами виконроб Д. Щекотихін, відомий тим, що і в 1910 році брав участь в зведенні цієї будівлі. Внутрішня та фасадна ліпку виконана Дубинським Ярославом Павловичем та його учнями. А поки на пожарищі стурбовано метушилися будівельники, в колишньому приміщенні клубу промкоопераціі, де тимчасово поселився театр, навесні 1945 року була показана безсмертна «Наталка Полтавка». У цей складний час директором театру став Федір Верещагін.
Впродовж 1946—1948 років реставрація театру за проектом архітектора Дмитра Чорновола була закінчена. І наказом Комітету у справах мистецтв при Раднаркомі України від 13 листопада 1948 року тут поселився колектив Ізмаїлського музично-драматичного театру, який об'єднався з Вінницьким. Федір Верещагін, вже як головний режисер, очолив сформовану трупу.
1957 року після успішних гастролей в Москві театру присвоєно ім'я корифея української сцени Миколи Садовського.
За творчі досягнення і значний внесок в справу культурного обслуговування громадян театр був нагороджений Почесними грамотами Верховної Ради України, Ради Міністрів України, Почесними грамотами Президій Верховних Рад Азербайджану, Молдови, Кабардино-балкарської, Марійської, Чечено-інгушської автономних республік та іншими відзнаками.
1993 з ініціативи головного режисера театру Віталія Селезньова при Вінницькому музичному училищі ім. Леонтовича відкрито театральне відділення, яке готує акторів театру. За роки його існування 12 випускників поповнили театральний колектив.
Починаючи з 2016 року головним режисером театру обрано Таїсу Славінську (Народна артистка України).
12 травня 2023 року директором театру призначено заслуженого журналіста України Івана Педорука.